# Toxidia andersoni
Toxidia andersoni is een vlinder uit de familie van de dikkopjes (Hesperiidae). De wetenschappelijke naam van de soort is voor het eerst geldig gepubliceerd in 1893 door William Forsell Kirby.